# Jan Tomasow
Jan Tomasow (Buenos Aires, 13 de julio de 1914-Buenos Aires, 26 de noviembre de 1961) fue un violinista y director de orquesta argentino-estadounidense. Nació en una familia judía de origen ruso que había emigrado a Argentina el 1905. Tomasow empezó sus estudios de violín a la edad de cuatro años a Buenos Aires y continuó su formación con maestros de renombre como Aaron Klasse, Jacques Thibaud y Carl Flesch.
En 1936, se trasladó a la Unión Soviética para estudiar, donde residió durante dos años. Posteriormente, ganó un concurso en París que le permitió actuar como solista con la Orquesta Sinfónica de París antes de regresar a Sudamérica. Con el estallido de la Segunda Guerra Mundial, marchó a los Estados Unidos de América, donde obtuvo la ciudadanía e inició una carrera destacada como concertino y director.
Entre 1946 y 1950, Tomasow fue director de la Orquesta Sinfónica Nacional en Washington, D. C. Posteriormente, fue contratado como director de la Orquesta Sinfónica de Baltimore y también ocupó el cargo de director de la Orquesta del Conservatorio Peabody durante dos temporadas. A partir de su marcha de Baltimore, realizó numerosas giras como solista y concertino, incluyendo colaboraciones con la Leningrado Ballet Orchestra en Nueva York.
Sus grabaciones para el sello Vanguard Records, especialmente su interpretación de Las Cuatro Estaciones de Vivaldi con los Solistas de Zagreb, bajo la dirección de Antonio Janigro, fueron bien recibidas por la crítica, consolidando su reputación internacional. Además, fundó el Tomasow String Quartet.
En 1961, Jan Tomasow murió en Buenos Aires a los 47 años, víctima de cáncer. Sus restos fueron sepultados en el cementerio de La Tablada.

## Grabaciones
Jan Tomasow empezó a grabar para el sello Vanguard Records en 1952, colaborando con la Orquesta de la Ópera Estatal de Viena bajo la dirección de Felix Prohaska. Sus grabaciones incluyen obras como el Divertimento en Re mayor de Mozart, los Conciertos de Brandeburgo de Bach, y varios conciertos de Nardini y Vivaldi. También interpretó piezas del barroco italiano, como sonatas de Vivaldi, Albinoni , Tartini y Marcello, a menudo acompañado por el clavicembalista Anton Heiller. Además, grabó los 12 conciertos de L'estro amonico de Vivaldi bajo la dirección de Mario Rossi, y obras de Fauré y Debussy.